# Montipora tortuosa
Montipora tortuosa är en korallart som beskrevs av James Dwight Dana 1846. Montipora tortuosa ingår i släktet Montipora och familjen Acroporidae. Inga underarter finns listade i Catalogue of Life.